# Ernest Haycox
Ernest James Haycox (* 1. Oktober 1899 in Portland, Oregon; † 13. Oktober 1950 ebenda) war ein US-amerikanischer Western-Schriftsteller.

## Leben

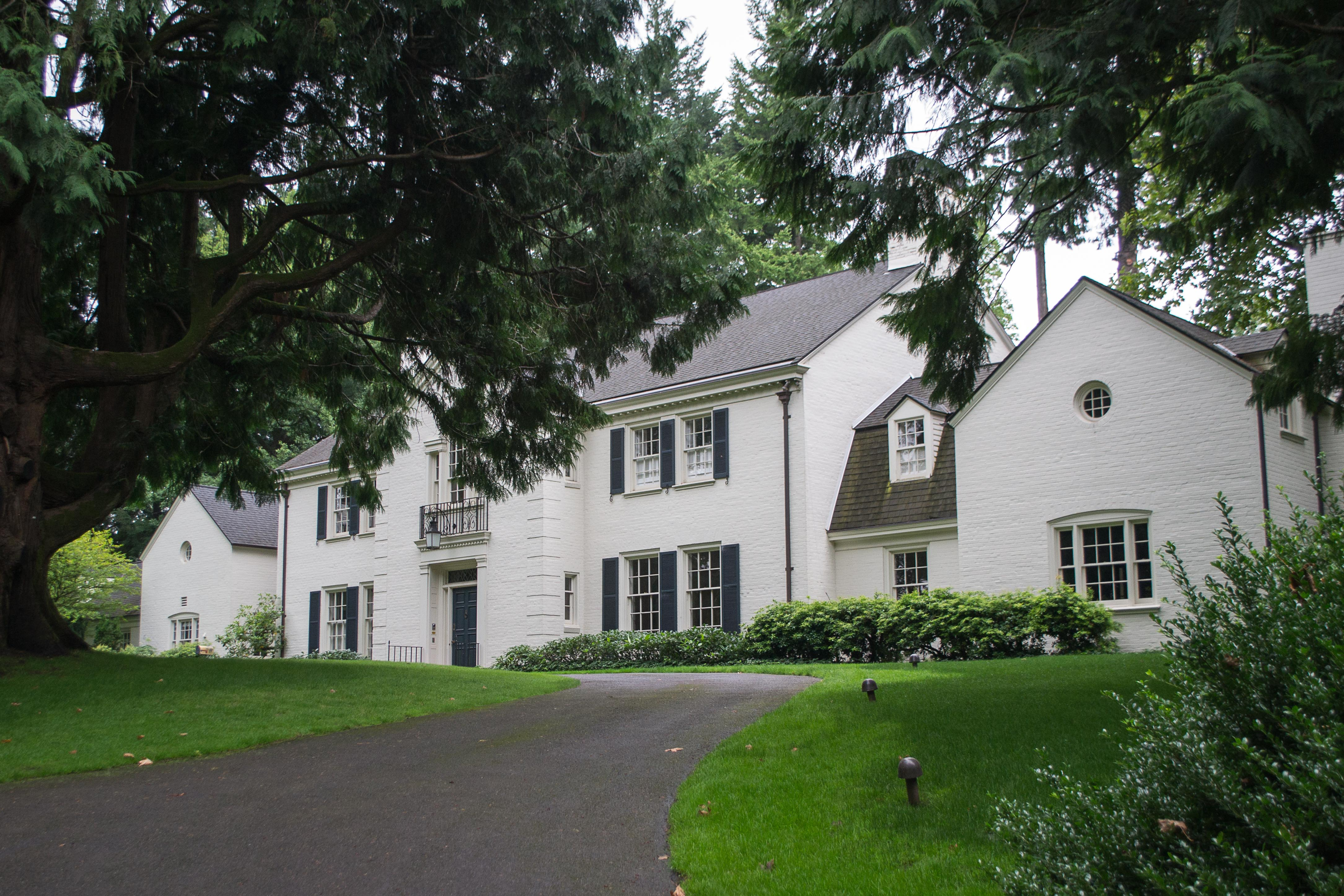
Ernest Haycox' Landhaus in Portland

Haycox war der Sohn von William James Haycox und dessen Ehefrau Martha Burghardt. Seine Schulzeit absolvierte er in Oregon und im Bundesstaat Washington. 
1915 meldete sich Haycox als Freiwilliger zur United States Army und wurde im darauffolgenden Jahr an die mexikanische Grenze versetzt, um diese zu bewachen. 1917/1918 kämpfte Haycox in Europa und konnte erst nach Kriegsende (→Waffenstillstand vom Compiègne) in die USA zurückkehren. 
1923 besuchte Haycox das Reed College in seiner Heimatstadt und studierte im Anschluss Journalismus an der University of Oregon. Seine ersten literarischen Versuche wurden von seinem Dozenten William Franklin Goodwin Thatcher († 1972) begleitet.
Haycox starb zwölf Tage nach seinem 51. Geburtstag am 13. Oktober 1950 und fand seine letzte Ruhestätte in seiner Heimatstadt Portland. Er war seit 1925 mit Jill M. Chord verheiratet und hatte mit ihr zwei Kinder.
Sein 1940 errichtetes Landhaus in Portlands Stadtteil Green Hills steht unter Denkmalschutz (National Register of Historic Places).

## Rezeption
Haycox verfasste über 20 Romane und weit über 300 Kurzgeschichten. Sein Debüt hatte er in den frühen zwanziger Jahren mit Veröffentlichungen in Pulp-Magazinen. Ab 1930 konnte man ihn regelmäßig in Zeitschriften wie Collier’s und Zeitungen wie der The Saturday Evening Post lesen. Unter seinen begeisterten Lesern war u. a. auch Ernest Hemingway, der sich mehrfach enthusiastisch über Haycox’ Werk äußerte. 2005 wurde Haycox von den Western Writers of America zu „einem der 24 besten Western Autoren des 20. Jahrhunderts“ gekürt.
Einige von Haycox’ Kurzgeschichten und Romanen wurden verfilmt. Der auf einer Haycox-Geschichte basierende Western Ringo von John Ford gilt als ein bedeutender Klassiker der Filmgeschichte.

## Werke (Auswahl)

### Romane
- Free Grass. 1928.
  - deutsch: Freie Weide. Heyne, München 1974.
- Chaffee of Roaring Horse. 1929.
  - deutsch: Stunde des Aufruhrs. AWA Verlag, München 1954 (früher: Stadt ohne Gesetz, 1953 bzw. Wells spielt zu hoch, 1940).
- Whispering Range. 1931.
  - deutsch: Flüsternde Prärie. Heyne, München 1973 (EA 1953)
- Starlight Rider. 1933.
  - deutsch: Reiter unter den Sternen. Heyne, München 1980 (früher: Reiter im Sternenlicht, 1950).
- Riders West. 1934.
  - deutsch: Westwärts. Heyne, München 1974.
- Rough Air. 1934.
  - deutsch: Rauhe Luft. Aufwärts-Verlag, Berlin 1937.
- The Silver Desert. 1935.
  - deutsch: Bitteres Erbe. Heyne, München 1975 (früher: Die Silberwüste, 1953)
- Trail Smoke. 1936. 
  - deutsch: Rauchende Fährte, Heyne, München 1972 (früher: Einsame Fährte, 1956)
- Trouble Shooter. 1936.
  - deutsch: Union Pacific. Heyne, München 1978 (früher: Das stählerne Band, 1958)
- Deep West. 1937.
  - deutsch: Tiefer Westen. Heyne, München 1976 (EA 1951)
- Sundown Jim. 1937.
  - deutsch: Die Macht der Barrs. Heyne, München 1970 (früher: In eine neue Zeit, 1954)
- Man in the Saddle. 1938.
  - deutsch: Mann im Sattel. Heyne, München 1975 (EA 1952)
- The Border Trumpet. 1939.
  - deutsch: Signale der Grenze. Heyne, München 1983 (früher: Fiebernde Grenze, 1955)
- Saddle and Ride. 1940. 
  - deutsch: Sattle und Reite. Heyne, München 1970 (EA 1953)
- Rim of the Desert. 1940.
  - deutsch: Der letzte Hügel. Verlag F. Mardicke, Hamburg 1951.
- Trail Town. 1941.
  - deutsch: Der Marshall von River Bend. Heyne, München 1977 (EA 1953)
- Alder Gulch. 1942.
  - deutsch: Die Goldschlucht. Heyne, München 1969 (früher: Goldrausch in Montana, 1964 bzw. Alder-Schlucht, 1952)
- Action by Night. 1943.
  - deutsch: Die Ranch des Todes. Heyne, München 1972.
- The Wild Bunch. 1943.
  - deutsch: Die wilde Horde. Heyne, München 1983 (EA 1953)
- Canyon Passage. 1945.
  - deutsch: Freunde bis zum Tod. Heyne, München 1975.
- Long Storm. 1946.
  - deutsch: Wilde Grenze. Heyne, München 1974 (früher: Die Starken und die Schwachen, 1961)
- Head of the Mountain. 1952.
  - deutsch: Goldstaub aus Ophir. Heyne, München 1973 (EA 1956)
- The Adventurers. 1954.
  - deutsch: Die Abenteurer. Heyne, München 1978.
- The Feudists. 1960.
  - deutsch: Jim spielt falsch. Heyne, München 1970.

### Anthologien
- Murder on the Frontier. Thorndike Press, Thorndike, ME 1996 (EA 1942)[2]
- Prairie Guns. Little Brown, Boston, Mass. 1954.[3]
- The Last Rodeo. Little Brown, Boston, Mass. 1956.[4]
- Rough Justice. Little Brown, Boston, Mass. 1950.[5]
- By Rope and Lead. Little Brown, Boston, Mass. 1950.[6]
- Vengeance Trail. Popular Library, New York 1955.[7]
- Winds of Rebellion. Tales of the American Revolution. Criterion Books, New York 1954.[8]
- 12 Western Stories – Die große Ernest Haycox-Anthologie. (Heyne-Anthologien, Bd. 15). Deutsche Originalzusammenstellung, übersetzt von Fritz Meisnitzer. Heyne, München 1965.[9]
- Gun Talk. Popular Library, New York 1956.[10]
- Wipe Out the Brierlys. Tower Publications, New York 1967 (früher: Brand Fires on the Ridge, 1959)[11]
- Outlaw Guns. Pyramid Books, New York 1964.[12]
- Sixgun Duo. Winsor Publication, New York 1990 (EA New York 1965)[13]
- Trigger Trio. Ace Books, New York 1966.[14]
- Powder Smoke and Other Stories. Hearst, New York 1966.[15]
- Guns of Fury. Thorpe, Leicester 1985 (EA New York 1967)[16]
- Frontier Blood. Ace Books, New York 1974.[17]
- Burnt Creek. Five Star Western, Thorndike, Me 1996.[18]
- New Hope. Thorndike Press, Thorndike, Me 1998.[19]

## Verfilmungen
- 1939 – Union Pacific, Regie: Cecil B. DeMille. (nach dem Roman „Trouble Shooter“)
- 1939 – Ringo, Regie: John Ford. (nach der Kurzgeschichte „Stagecoach“)
- 1942 – Apache Trail, Regie: Richard Thorpe. (nach der Kurzgeschichte „Stage Station“)
- 1946 – Banditen ohne Maske, Regie: Edwin L. Marin. (nach dem Roman „Trail Town“)
- 1946 – Feuer am Horizont, Regie: Jacques Tourneur. (nach dem Roman „Canyon Passage“)
- 1952 – Mann im Sattel, Regie: André De Toth. (nach dem Roman „Man in the Saddle“)
- 1952 – Apache War Smoke, Regie: Harold F. Kress. (nach der Kurzgeschichte „Stage Station“)
- 1952 – Die schwarzen Reiter von Dakota, Regie: Roy Rowland. (nach dem Roman „Bugles in the Afternoon“)
- 1954 – Über den Todespaß, Regie: Anthony Mann. (frei nach dem Roman „Alder Gulch“)
- 1966 – San Fernando, Regie: Gordon Douglas. (nach der Kurzgeschichte „Stage to Lordsburg“)